# Enzo Omiccioli
Enzo Omiccioli, detto "Cioli" (Fano, 1º giugno 1915 – cielo di Gondar, 3 febbraio 1941), è stato un militare e aviatore italiano.
Sottufficiale della Regia Aeronautica, fu un eroe di guerra ed asso della seconda guerra mondiale, accreditato di cinque abbattimenti individuali e decorato con la medaglia d'oro al valore militare alla memoria.
Il 15 dicembre 1942 con foglio d'ordini n.35, la Regia Aeronautica stabiliva che all'aeroporto di Fano fosse attribuito il nome del pilota fanese caduto in combattimento.
Era fratello maggiore dell'eroe di guerra Walter Omiccioli anche lui aviatore e asso dell'aviazione italiana durante la seconda guerra mondiale.

## Gli inizi della carriera da aviatore
Nel '34 Omiccioli si arruola nella Regia Aeronautica e nel '35 inizia a frequentare il corso per allievi sergenti piloti uscendone l'anno seguente con il brevetto di pilota militare ed il grado di sergente, dopo esser tornato brevemente alla vita civile, si diploma in ragioneria presso l'Istituto Commerciale della sua città, venendo richiamato solo nel 1938 nei ranghi della Regia Aeronautica e promosso al grado di sergente maggiore pilota in servizio permanente effettivo.

## In guerra
All'inizio della campagna d'Africa Orientale (1940-41), l'allora sergente maggiore Enzo Omiccioli si trovava in forza all'Aeronautica dell'Africa Orientale Italiana, con la 410ª Squadriglia autonoma da caccia (capitano Corrado Ricci) basata a Dire Daua e dotata di biplani Fiat C.R.32. Pochi giorni dopo l'entrata in guerra dell'Italia, il 15 giugno 1940 cercò invano di intercettare bombardieri Bristol Blenheim del No. 39 Squadron della Royal Air Force, senza però ottenere alcun risultato.
Nel luglio del '40 venne temporaneamente trasferito alla 411ª Squadriglia in Bahar Dar sul lago Tana e nella giornata dell'11 dello stesso mese durante una missione di scorta a bombardieri Caproni Ca.133 incaricati di bombardare obiettivi britannici presso Moyale (Kenya), si scontrò assieme ad altri aviatori italiani contro cinque velivoli da caccia nemici, abbattendone due di cui uno assegnato al sergente maggiore Omiccioli.
Di nuovo in forza alla 410ª Squadriglia partecipa alla distruzione in combattimenti aerei di due Bristol Blenheim.
Definitivamente assegnato alla 412ª Squadriglia dotata di biplani Fiat C.R.42 e basata ad Azezo (Gondar), partecipa con questa unità a numerose missioni di mitragliamento al suolo e alla distruzione di quattro aerei nemici, azioni per le quali verrà insignito della medaglia d'argento al valor militare.

## L'ultimo volo
Il 3 febbraio 1941, durante un attacco sull'aeroporto di Azezo (Gondar) operato da sei Gloster Gladiator del No. 1 Squadron della South African Air Force, nonostante la disparità numerica e di forza, il sergente maggiore Omiccioli prendeva il volo per contrastare il nemico in combattimento aereo, ripetutamente colpito dai numerosi velivoli avversari veniva visto precipitare al suolo ormai privo di vita.
Per tale azione di coraggio, Enzo Omiccioli venne promosso postumo al grado di maresciallo di terza classe ed insignito della medaglia d'oro al valor militare "alla memoria".